# Rio Debren
O Rio Debren é um rio da Romênia, afluente do Olt, localizado no distrito de Covasna.